# Awdijiwka
Awdijiwka (ukr. Авдіївка) – miasto we wschodniej części Ukrainy, w obwodzie donieckim.

## Historia
Awdijiwka jest jedną z najstarszych miejscowości obwodu donieckiego. Pierwsza osada na terenie współczesnego miasta została założona w połowie XVIII wieku przez osadników z guberni kurskiej, woroneskiej i połtawskiej. W 1778 powstała wieś, która przeszła na własność państwową. Została nazwana na cześć pierwszego osadnika, Awdiejewa.
W połowie lat 80. XIX wieku przez obszar, na którym obecnie znajduje się miasto, przebiegała Kolej Jekateryninska; wybudowano tu stację kolejową.
Awdijiwka ucierpiała w wyniku ludobójstwa dokonanego przez władze ZSRR na ludności ukraińskiej w latach 1932–1933, liczba ustalonych ofiar to 485 osób.
W latach 1938–1962 Awdijiwka była centrum rejonu awdijewskiego. Prawa miejskie uzyskała w 1956 r., w wyniku połączenia dwóch osiedli typu miejskiego – Awdijewki Pierwszej i Awdijewki Drugiej. 28 listopada 1990 uzyskała status miasta podporządkowania regionalnego.

### Wojna rosyjsko-ukraińska
22 września 2014 prorosyjscy separatyści przypuścili szturm na Awdijewkę od strony Jasynuwaty. 24 listopada, po znacznych stratach, główna część sił separatystycznych wycofała się z linii kontaktu z siłami ukraińskimi. Od tego czasu Awdijewka była regularnie ostrzeliwana przez oddziały nieuznanej DNR.
Od lutego 2017 rozpoczęły się zacięte walki o strefę przemysłową Awdijiwki. Starając się wyprzeć ukraińskich żołnierzy z tego terytorium, separatyści użyli wszystkich rodzajów broni zabronionych przez porozumienia mińskie, w szczególności dział samobieżnych, moździerzy 120 mm i artylerii 152 mm. Obrońców „promki” nazywano „prombergami” (analogicznie do obrońców donieckiego lotniska – „cyborgów”).
13 marca 2022, po rozpoczęciu inwazji Rosji na Ukrainę, wojska rosyjskie zbombardowały koksownię. Agresorzy wielokrotnie ostrzeliwali miasto z zakazanej amunicji fosforowej, m.in. teren zakładów koksowniczych (26 kwietnia 2022) i centrum miasta (27 kwietnia 2022). 18 maja 2022 ostrzelano szkołę nr 1 (budynek został całkowicie zniszczony).
17 lutego 2024, po przerwaniu frontu, wojska ukraińskie wycofały się z miasta.
W lipcu 2024 roku podczas rosyjskiej okupacji w mieście wybuchła epidemia cholery spowodowana pozostawieniem na ulicach ciał poległych.

## Demografia
- 2006 – 38 000
- 2021 – 31 940[2]
- 19 października 2023 – około 1 600[15]
- 8 listopada 2023 - 300 - 400
- 17 lutego 2024 - ok. 700[16]
- 24 Lipiec 2024 – 400 - 450[14]

## Gospodarka
W mieście znajduje się duży kombinat koksochemiczny. Do 2017 roku funkcjonowała jedna linia tramwajowa, która łączyła centrum Awdijiwki z zakładami koksochemicznymi.

## Galeria

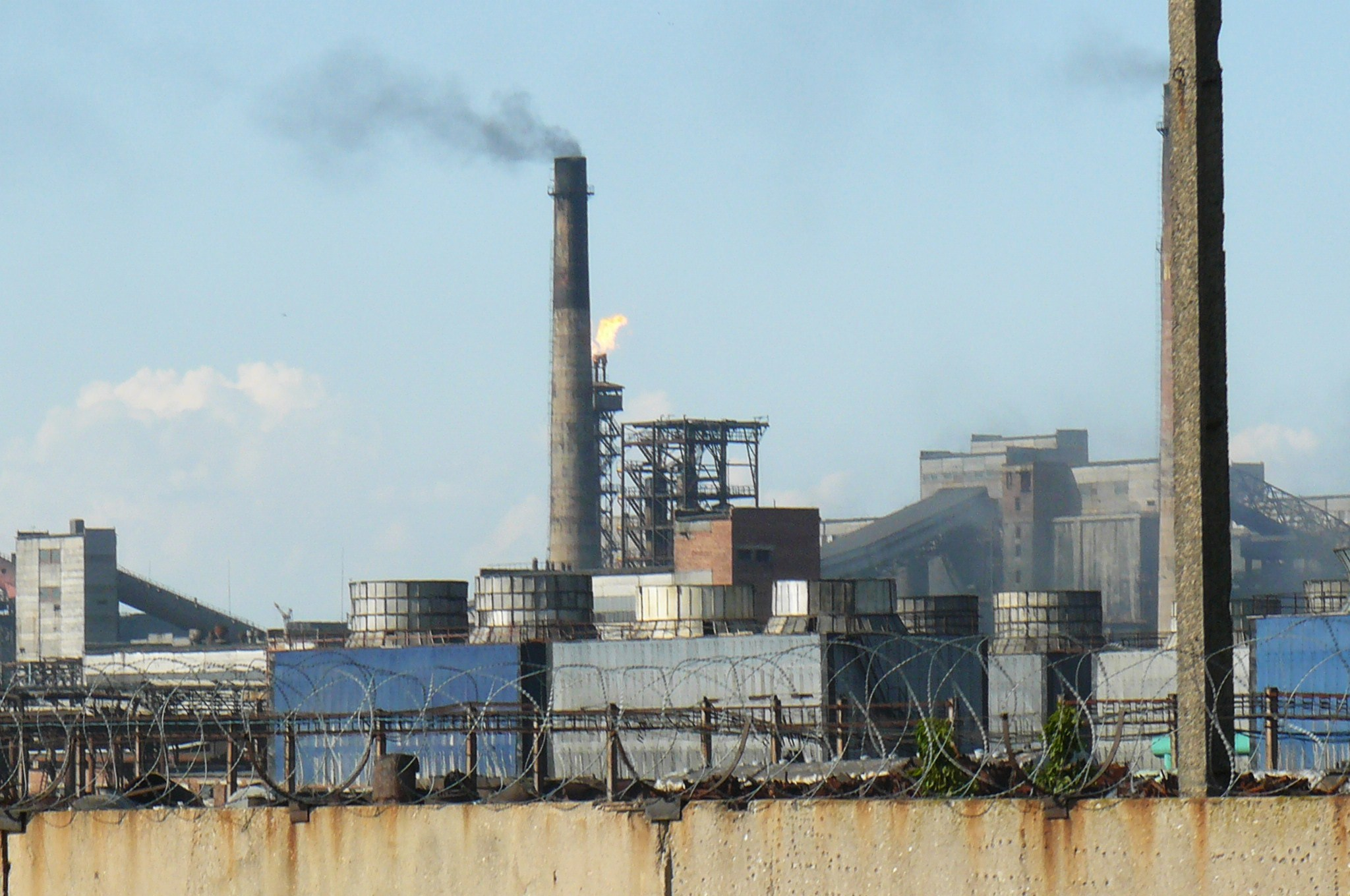
Kombinat koksochemiczny
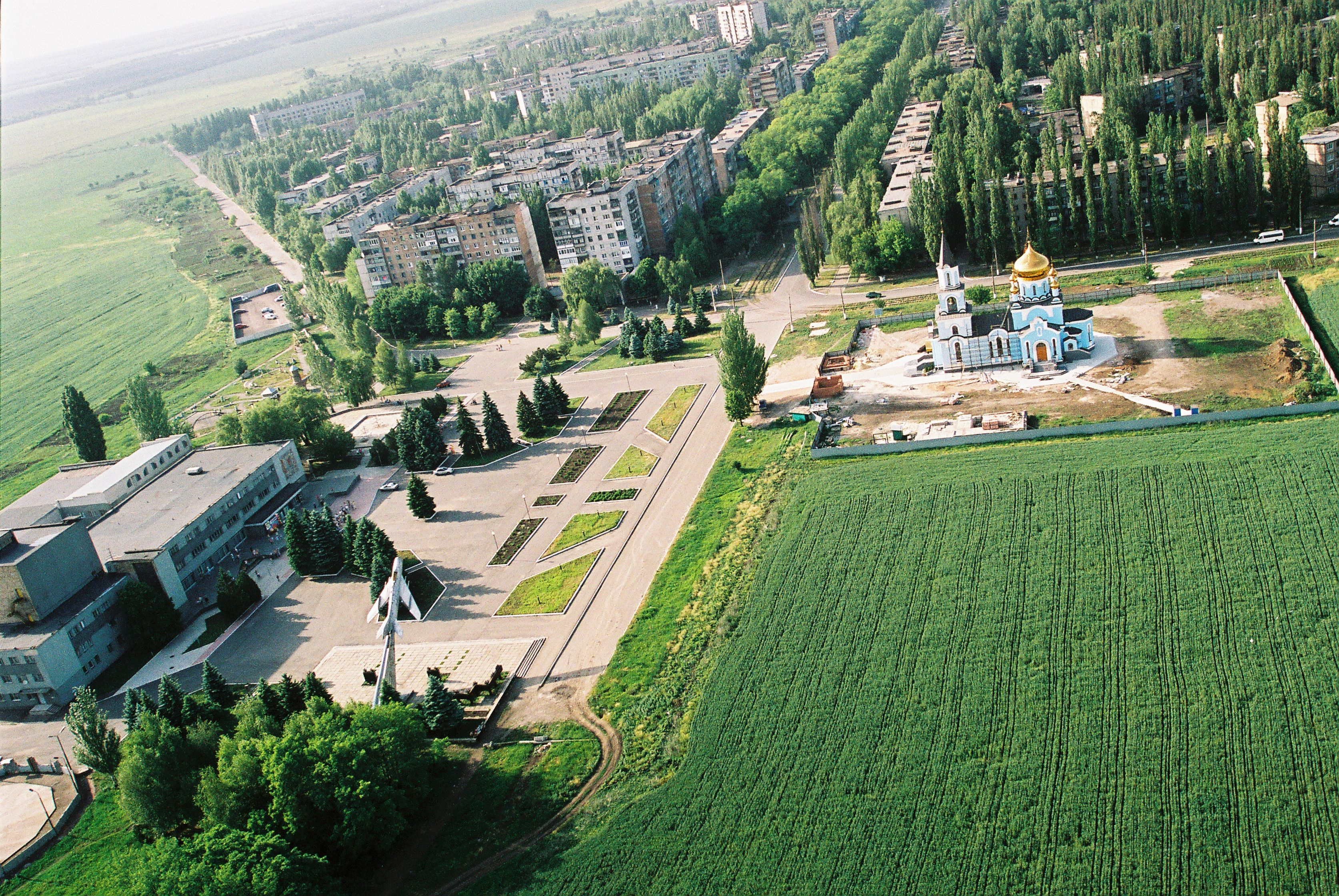
Osiedla
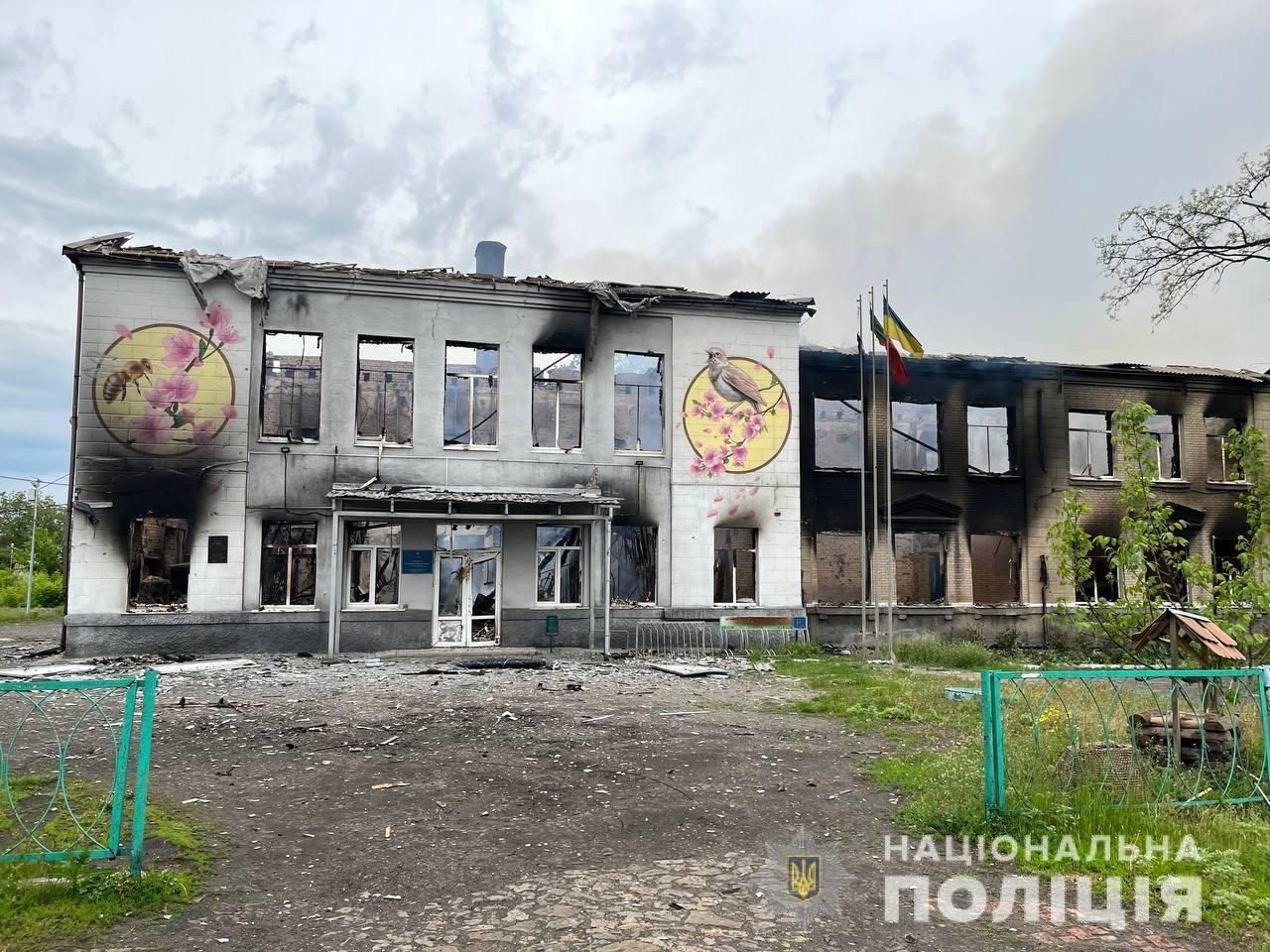
Szkoła po rosyjskim ostrzale amunicją fosforową